# Kirkwall
Kirkwall est la ville principale et la capitale, depuis l'époque des Vikings, de l'archipel des Orcades, au nord de l'Écosse. Sa population est d'environ 10 000 habitants.
Le nom Kirkwall vient du vieux norrois Kirkjuvágr (« baie de l'église »), déformé en Kirkvoe et Kirkwaa. 

## Géographie
Kirkwall est située sur la côte nord de l'île principale de l'archipel. Son port est relié par ferry à Aberdeen et Lerwick ainsi qu'aux principales îles de l'archipel. La ville est également desservie par un aéroport. 

## Histoire
La ville obtient le statut royal de Royal Burgh du roi Jacques III le 31 mars 1486.

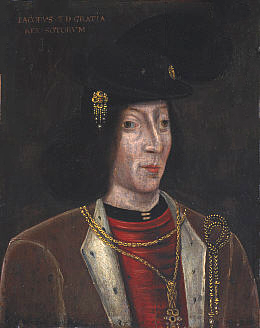
Le roi Jacques III octroie un statut royal à Kirkwall.

Alison Balfour y est exécutée comme sorcière en 1594.

## Démographie
La population de Kirkwall est en constante augmentation. La population est passée de 6 250 habitants en 2001 à 9 293 habitants en 2011 pour atteindre une estimation de 10 020 habitants en 2020,.

## Culture
La ville possède des magasins dynamiques et une vie nocturne animée qui vient en parallèle de ses nombreux bars.

## Gastronomie
On retrouve des boulangeries artisanales et de la charcuterie à Kirkwall.

## Transport
La géographie de la ville permet une diversité des transports. Ainsi on retrouve à Kirkwall :
- des liens continentaux par autobus ;
- des liens portuaires vers Aberdeen, Shetland et les îles du Nord ;
- l’aéroport qui a des liens avec l'Écosse, Shetland et, en été, la Norvège[4].

## Attraits touristiques
- La cathédrale Saint-Magnus se dresse au centre de la ville. Elle fut fondée en mémoire de saint Magnus Erlendsson, comte des Orcades (1108-1117) par le comte Rognvald Kali Kolsson, plus tard canonisé lui aussi. La cathédrale est de style roman et a été construite à la même époque que celle de Durham. Le palais épiscopal du XIIe siècle où est mort le roi de Norvège Håkon IV en 1263 et le palais comtal se trouvent près de la cathédrale.
- Le musée de Tankerness House conserve des collections d'objets préhistoriques pictes et vikings d'importance internationale.
- La ville accueille aussi Highland Park et Scapa, les plus septentrionales des distilleries écossaises.

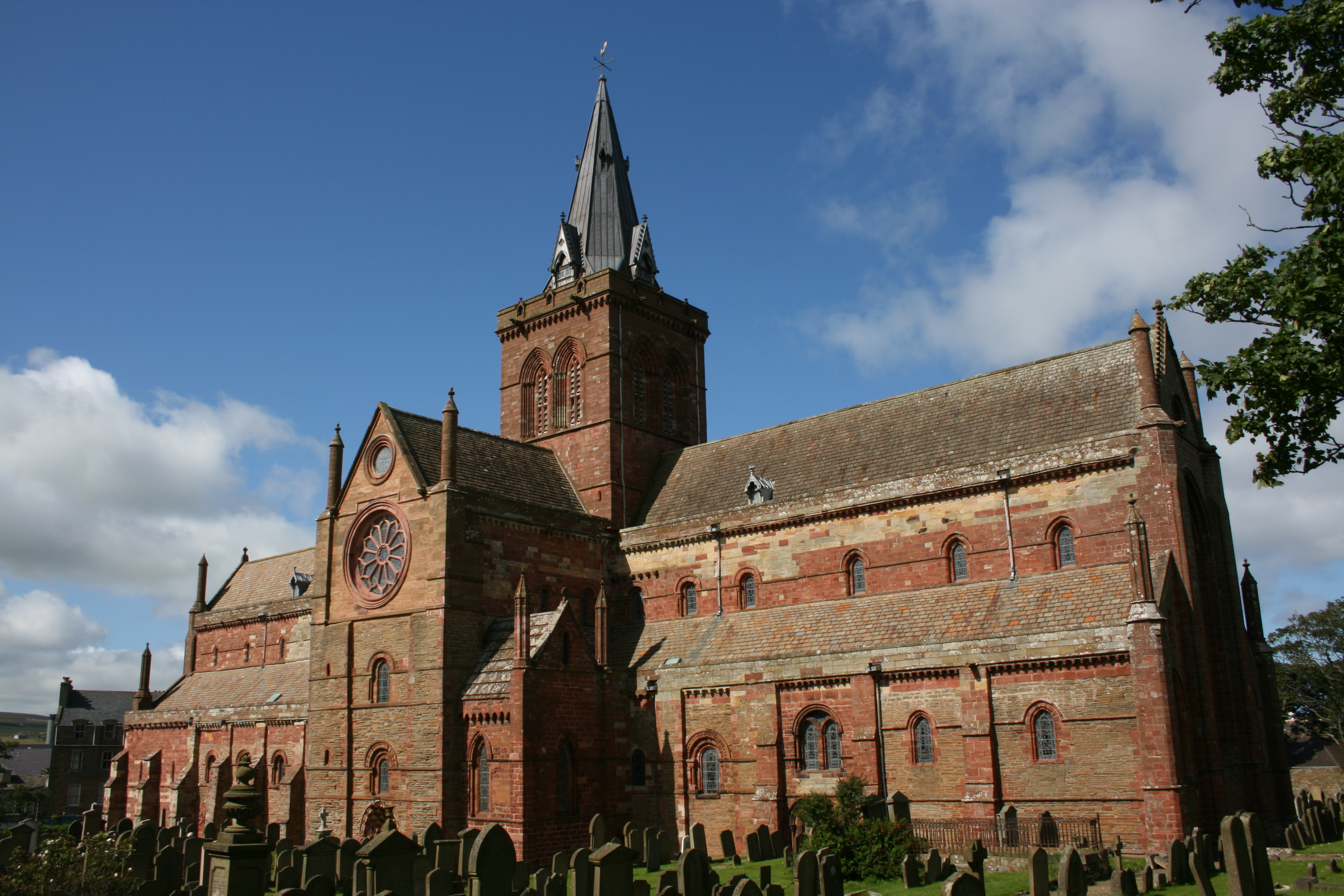
La cathédrale Saint-Magnus.
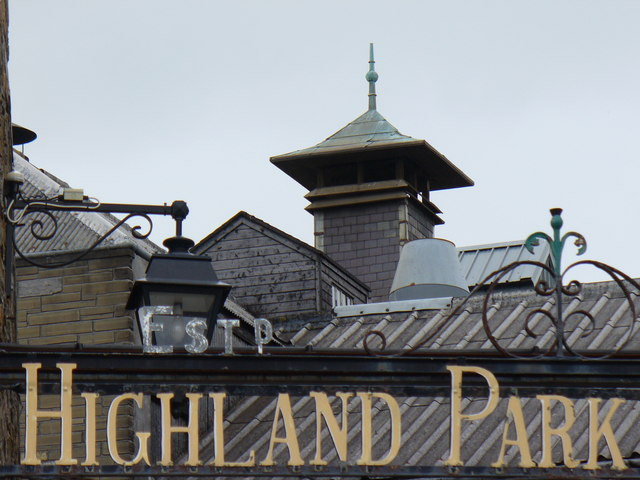
La distillerie Highland Park.